# Kate Greenaway Medal
Die Kate Greenaway Medal ist eine britische Auszeichnung für herausragende Illustrationen von Kinder- und Jugendbüchern, die seit 1955 jährlich gemeinsam mit der Carnegie Medal für das beste Kinder- und Jugendbuch verliehen wird. Der Preis ist nach Kate Greenaway, einer beliebten englischen Illustratorin von Kinderbüchern des 19. Jahrhunderts, benannt. Nominierte Bücher müssen im Vereinigten Königreich erschienen sein und deren Autoren dort leben. Die Jury besteht aus Mitgliedern des Chartered Institute of Library and Information Professionals (CILIP).
Der Gewinner erhält eine goldene Medaille und Bücher im Wert von 500 Pfund Sterling, die er an eine Bibliothek seiner Wahl stiften kann. Seit 2000 erhält der Gewinner der Kate Greenaway Medal zusätzlich den Colin Mears Award im Wert von 5000 Pfund.
2012 gewann mit Patrick Ness und Jim Kay’s A Monster Calls erstmals ein Buch sowohl die Kate Greenaway Medal als auch die Carnegie Medal.
2022 wurde der Preis in Carnegie Medal for Illustration umbenannt.

## Preisträger
Bis 2006 bezieht sich das Jahr auf das Erscheinungsjahr des Buches, ab 2007 auf das Jahr der Preisverleihung.
- 1955: Preis wurde zurückbehalten, da kein Buch als angemessen erachtet wurde
- 1956: Edward Ardizzone, Tim All Alone
- 1957: V. H. Drummond, Mrs Easter and the Storks
- 1958: Preis wurde zurückbehalten, da kein Buch als angemessen erachtet wurde
- 1959: William Stobbs, Kashtanka von Anton Tschechow (1887) und A Bundle of Ballads
- 1960: Gerald Rose, Old Winkle and the Seagulls von Elizabeth Rose
- 1961: Antony Maitland, Mrs Cockle's Cat von Philippa Pearce
- 1962: Brian Wildsmith, ABC
- 1963: John Burningham, Borka: The Adventures of a Goose With No Feathers (dt. Borka. Die Erlebnisse einer Wildgans)
- 1964: C. Walter Hodges, Shakespeare's Theatre
- 1965: Victor Ambrus, The Three Poor Tailors (dt. Die drei armen Schneider)
- 1966: Raymond Briggs, Mother Goose Treasury
- 1967: Charles Keeping, Charley, Charlotte and the Golden Canary
- 1968: Pauline Baynes, Dictionary of Chivalry von Grant Uden
- 1969: Helen Oxenbury, The Quangle Wangle's Hat von Edward Lear (19. Jh.) und The Dragon of an Ordinary Family von Margaret Mahy
- 1970: John Burningham, Mr Gumpy's Outing
- 1971: Jan Pienkowski, The Kingdom under the Sea and other stories erzählt von Joan Aiken
- 1972: Krystyna Turska, The Woodcutter's Duck
- 1973: Raymond Briggs, Father Christmas, (dt. O je, du fröhliche)
- 1974: Pat Hutchins, The Wind Blew
- 1975: Victor Ambrus, Horses in Battle; [und] Mishka
- 1976: Gail E. Haley, The Post Office Cat
- 1977: Shirley Hughes, Dogger
- 1978: Janet Ahlberg, Each Peach Pear Plum von Allan Ahlberg
- 1979: Jan Pienkowski, Haunted House
- 1980: Quentin Blake, Mr Magnolia
- 1981: Charles Keeping, The Highwayman von Alfred Noyes (1906)
- 1982: Michael Foreman, Long Neck and Thunder Foot von Helen Piers; [und] Sleeping Beauty and other favourite fairy tales
- 1983: Anthony Browne, Gorilla
- 1984: Errol Le Cain, Hiawatha's Childhood von Longfellow (1855)
- 1985: Juan Wijngaard, Sir Gawain and the Loathly Lady erzählt von Selina Hastings
- 1986: Fiona French, Snow White in New York
- 1987: Adrienne Kennaway, Crafty Chameleon von Mwenye Hadithi
- 1988: Barbara Firth, Can't You Sleep Little Bear? von Martin Waddell (dt. Kannst du nicht schlafen, kleiner Bär?)
- 1989: Michael Foreman, War Boy: a Country Childhood
- 1990: Gary Blythe, The Whales' Song von Dyan Sheldon
- 1991: Janet Ahlberg, The Jolly Christmas Postman von Allan Ahlberg
- 1992: Anthony Browne, Zoo
- 1993: Alan Lee, Black Ships Before Troy von Rosemary Sutcliff (dt. Schwarze Schiffe vor Troja)
- 1994: Gregory Rogers, Way Home von Libby Hathorn
- 1995: P. J. Lynch, The Christmas Miracle of Jonathan Toomey von Susan Wojciechowski
- 1996: Helen Cooper, The Baby Who Wouldn't Go To Bed
- 1997: P. J. Lynch, When Jessie Came Across the Sea von Amy Hest
- 1998: Helen Cooper, Pumpkin Soup
- 1999: Helen Oxenbury, Alice's Adventures in Wonderland von Lewis Carroll (1865)
- 2000: Lauren Child, I Will Not Ever Never Eat a Tomato (dt: Nein! Tomaten ess ich nicht!)
- 2001: Chris Riddell, Pirate Diary von Richard Platt (dt: Mein Leben auf dem Piratenschiff)
- 2002: Bob Graham, Jethro Byrde, Fairy Child
- 2003: Shirley Hughes, Ella's Big Chance
- 2004: Chris Riddell, Jonathan Swift's "Gulliver" von Martin Jenkins
- 2005: Emily Gravett, Wolves (dt: Achtung, Wolf!)

(Bis 2006 bezieht sich das Jahr auf das Erscheinungsjahr des Buches, ab 2007 auf das Jahr der Preisverleihung.)
- 2007: Mini Grey, The Adventures of the Dish and the Spoon
- 2008: Emily Gravett, Little Mouse's Big Book of Fears (dt: Mein Buch vom  Angsthaben)
- 2009: Catherine Rayner, Harris Finds His Feet (dt: Humboldt: der kleine Hase mit den großen Füßen)
- 2010: Freya Blackwood, Harry and Hopper von Margaret Wild (dt: Ben & Bommel)
- 2011: Grahame Baker-Smith, FArTHER
- 2012: Jim Kay, A Monster Calls von Patrick Ness (dt: Sieben Minuten nach Mitternacht)
- 2013: Levi Pinfold, Black Dog (dt: Der schwarze Hund)
- 2014: Jon Klassen, This Is Not My Hat (dt: Das ist nicht mein Hut)
- 2015: William Grill, Shackleton’s Journey (dt: Shackletons Reise)
- 2016: Chris Riddell, The Sleeper and The Spindle (dt: Der Fluch der Spindel)
- 2017: Lane Smith, There is a Tribe of Kids (dt. Die Fährte der Kinder)
- 2018: Sydney Smith, Town Is by the Sea (dt. Stadt am Meer)
- 2019: Jackie Morris, The Lost Words (dt. Die verlorenen Wörter)
- 2020: Shaun Tan, Tales from the Inner City (dt: Reise ins Innere der Stadt)
- 2021: Sydney Smith, Small in the City (dt. Unsichtbar in der großen Stadt)
- 2022: Danica Novgorodoff, Long Way Down von Jason Reynolds (dt: Long Way Down)
- 2023: Jeet Zdung, Saving Sorya: Chang and the Sun Bear
- 2024: Aaron Becker, The Tree and the River (dt: Der Baum und der Fluss)
- 2025: Olivia Lomenech Gill, Clever Crow

## Auswahlliste
1995
- Christina Balit, Blodin the Beast
- Patrick Benson, The Little Boat
- Quentin Blake, Clown
- Ken Brown, Tattybogle
- Mick Inkpen Nothing
- P. J. Lynch, The Christmas Miracle of Jonathan Toomey
- Colin McNaughton Here Come the Aliens

1996
- Christina Balit, Ishtar and Tammuz
- Caroline Binch, Down by the River
- Ruth Brown, The Tale of the Monstrous Toad
- Helen Cooper, The Baby Who Wouldn't Go To Bed
- Susan Field, The Smallest Whale
- Debi Gliori, Mr Bear to the Rescue
- Colin McNaughton, Oops!
- Korky Paul, The Duck that had no Luck

1997
- Ken Brown, Mucky Pup
- Anthony Browne, Willy the Dreamer
- Peter Collington, A Small Miracle
- Bob Graham, Queenie the Bantam
- P. J. Lynch, When Jessie Came Across the Sea
- Clare Mackie, Book of Nonsense
- Charlotte Voake, Ginger
- Sophie Windham, Unicorns! Unicorns!

1998
- Christian Birmingham, The Lion, the Witch and the Wardrobe
- Quentin Blake, Zagazoo
- Anthony Browne, Voices in the Park
- Emma Chichester Clark, I Love You, Blue Kangaroo
- Helen Cooper, Pumpkin Soup
- Shirley Hughes, The Lion and the Unicorn
- Jane Simmons, Come on Daisy!

1999
- Lauren Child, Clarice Bean, That's Me!
- Kevin Hawkes, Weslandia
- Helen Oxenbury, Alice's Adventures in Wonderland
- Chris Riddell, Castle Diary: The Journal of Tobias Burgess, Page

2000
- Lauren Child, Beware of the Storybook Wolves
- Lauren Child, I will not ever NEVER eat a tomato
- Jane Ray, Fairy Tales
- Ted Dewan, Crispin: The Pig Who Had It All
- Anthony Browne, Willy's Pictures
- Ruth Browne, Snail Trail

2001
- Jez Alborough, Fix-it Duck
- Russell Ayto, The Witch's Children
- Nicola Bayley, Katje the Windmill Cat
- Caroline Binch, Silver Shoes
- Helen Cooper, Tatty Ratty
- Charles Fuge, Sometimes I Like to Curl Up in a Ball
- Bob Graham Let's Get a Pup!
- Chris Riddell, Pirate Diary

2002
- Simon Bartram, Man on the Moon
- Nick Butterworth, Albert le Blanc
- Lauren Child, That Pesky Rat
- Lauren Child, Who's Afraid of the Big Bad Book?
- Bob Graham, Jethro Byrde, Fairy Child
- David Melling, The Kiss That Missed
- Nick Sharratt, Pants
- Helen Ward, The Cockerel and the Fox

2003
- Anthony Browne, The Shape Game
- Alexis Deacon, Beegu
- Debi Gliori, Always and Forever
- Mini Grey, The Pea and the Princess
- Shirley Hughes, Ella's Big Chance
- Dave McKean, The Wolves in the Walls
- Bee Willey, Bob Robber and Dancing Jane
- Chris Wormell, Two Frogs

2004
- Ian Andrew, The Boat
- Russell Ayto, One More Sheep
- Simon Bartram, Dougal's Deep-Sea Diary
- Quentin Blake, Sad Book
- Nick Butterworth, The Whisperer
- John Kelly, Guess Who's Coming For Dinner?
- Chris Riddell, Jonathan Swift's "Gulliver"

2005
- Tony DiTerlizzi, Arthur Spiderwick's Field Guide to the Fantastical World Around You
- Emily Gravett, Wolves
- Mini Grey, Traction Man Is Here
- Oliver Jeffers, Lost and Found
- Dave McKean, Mirrormask
- Jane Ray, Jinnie Ghost
- David Roberts, Little Red: A Fizzingly Good Yarn
- Rob Scotton, Russell the Sheep

2007
- Ross Collins, The Elephantom
- Emily Gravett, Orange Pear Apple Bear
- Mini Grey, The Adventures of the Dish and the Spoon
- John Kelly & Cathy Tincknell, Scoop! An Exclusive by Monty Molenski
- Catherine Rayner, Augustus and His Smile
- Chris Riddell, The Emperor of Absurdia

2008
- Anthony Browne, Silly Billy
- Polly Dunbar, Penguin
- Emily Gravett, Little Mouse's Big Book of Fears
- Emily Gravett, Monkey and Me
- Jane Ray, The Lost Happy Endings
- Chris Riddell, Ottoline and the Yellow Cat
- Ed Vere, Banana!

2009
- Angela Barrett, The Snow Goose
- Marc Craste, Varmints
- Thomas Docherty, Little Boat
- Bob Graham, How to Heal a Broken Wing
- Oliver Jeffers, The Way Back Home
- Dave McKean, The Savage
- Catherine Rayner, Harris Finds His Feet
- Chris Wormell, Molly and the Night Monster

2010
- Grahame Baker-Smith, Leon and the Place Between
- Freya Blackwood, Harry and Hopper
- Oliver Jeffers, The Great Paper Caper
- Satoshi Kitamura, Millie's Marvellous Hat
- Dave McKean, Crazy Hair
- Chris Riddell, The Graveyard Book
- David Roberts, The Dunderheads
- Viviane Schwarz, There Are Cats in This Book

2011
- Grahame Baker-Smith, FArTHER
- Anthony Browne, Me and You
- Bob Graham, April Underhill Tooth Fairy
- Mini Grey, Jim
- Oliver Jeffers, The Heart and the Bottle
- Kristin Oftedal, Big Bear, Little Brother
- Catherine Rayner, Ernest
- Juan Wijngaard, Cloud Tea Monkeys

2012
- Emily Gravett, Wolf Won't Bite!
- Petr Horáček, Puffin Peter
- Jim Kay, A Monster Calls
- Dave McKean, Slog's Dad
- Catherine Rayner, Solomon Crocodile
- Rob Ryan, The Gift
- Viviane Schwarz, There Are No Cats in This Book
- Vicky White, Can We Save the Tiger?

2013
- Rebecca Cobb, Lunchtime
- Emily Gravett, Again!
- Chris Haughton, Oh No, George!
- Jon Klassen, I Want My Hat Back
- Chris Mould, Pirates 'n' Pistols
- Helen Oxenbury, King Jack and the Dragon
- Levi Pinfold, Black Dog
- Salvatore Rubbino, Just Ducks!